# Sainte-Dorothée (Québec)
Sainte-Dorothée est un quartier de l'ouest de Laval, au Québec.

## Toponymie
Il est nommé en l'honneur de Dorothée de Césarée.

## Histoire
Le 9 août 1869 est constituée la municipalité de Sainte-Dorothée par détachement de celle de la paroisse Saint-Martin.
La municipalité de la paroisse de Sainte-Dorothée s’était déjà divisée en 1947 ; faisant face à l’éventualité d’une hausse de taxes, le village de Sainte-Dorothée s’était constitué en municipalité. Douze ans plus tard, soit en 1959, les municipalités de la paroisse et du village de Sainte-Dorothée sont réunies et forment la ville de Sainte-Dorothée.
Le quartier est généralement constitué de quartiers résidentiels et de milieux agricoles et boisés. Plusieurs centres commerciaux d'envergure se trouvent cependant en bordure de l'autoroute 13. Sainte-Dorothée comprend d'ailleurs la majorité des seules zones agricoles permanentes qui se trouvent dans l'ouest de l'île.

## Géographie
Sainte-Dorothée est délimité par Laval-sur-le-Lac à l'ouest, Laval-Ouest au nord-ouest, Fabreville au nord-est, Chomedey à l'est et Îles-Laval et la rivière des Prairies.

## Parcs et berges

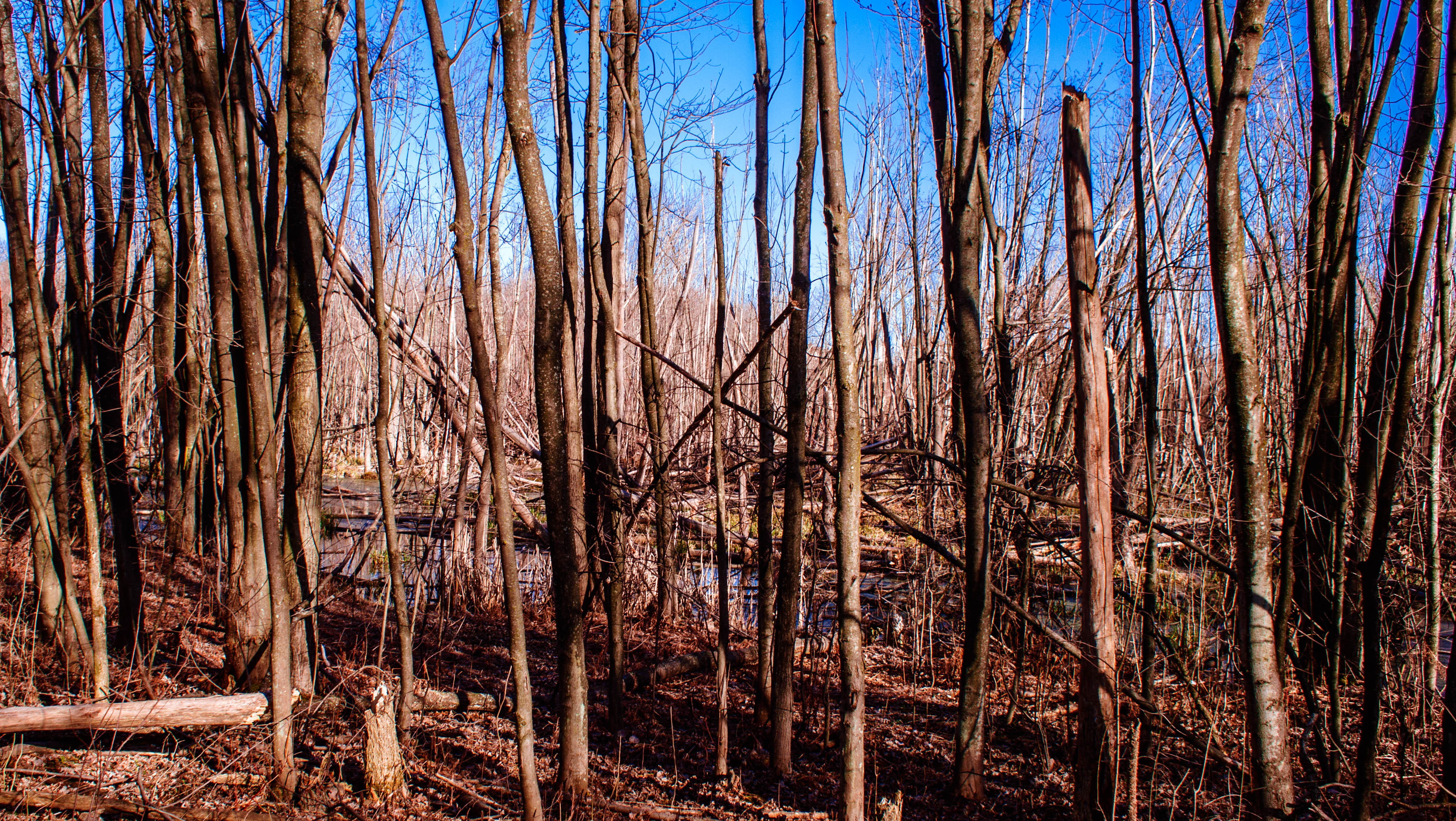
Boisé Saint-Dorothée, avril 2016

Selon la carte routière transmise par la ville de Laval, le quartier contient plus de 28 parcs extérieurs qui sont habituellement séparés en trois catégories (selon les secteurs lavallois) : Parc extérieur, Parc scolaire et Parc canin.
- 27 sont des parcs extérieurs avec installations
- 1 seul est un parc scolaire
- Aucun parc canin n’est accessible

Sainte-Dorothée contient aussi 3 berges donnant sur la Rivière-des-Prairies. Il s’agit de la Berge Dumais, de la Berge Couvrette et de la Berge de la Halte-à-la-Rivière.

## Éducation
La Commission scolaire de Laval administre les écoles francophones :
- École primaire Jean-Lemonde[6]
- École primaire Les Trois-Soleils[7]
- École primaire Paul-VI[8]
- École primaire Pierre-Laporte[9]
- École primaire Saint-François[10]
- École primaire Sainte-Dorothée[11]

Les écoles secondaires de desserte du quartier se trouvent dans le quartier Chomedey, soit les écoles secondaires Saint-Martin (1e à 2e secondaire) et Saint-Maxime (3e à 5e secondaire). 
La Commission scolaire Sir Wilfrid Laurier administre les écoles anglophones, toutefois aucune école ne se trouve à Sainte-Dorothée. Les écoles de desserte du quartier se trouvent à Chomedey. Les écoles Souvenir et Hillcrest assurent l'enseignement primaire et les écoles Laval Junior et Laval Senior assurent l'enseignement secondaire.

## Transports
Sainte-Dorothée est situé à l'ouest de l'autoroute 13.
Le quartier est desservi par le train de banlieue à la gare Sainte-Dorothée de la ligne Montréal/Deux-Montagnes, ainsi que par plusieurs lignes d'autobus de la Société de transport de Laval.

## Source
- (fr) Exposition de documents d’archives de la Ville de Laval